# 1491 en philosophie
Chronologie de la philosophie
- 1487
- 1488
- 1489
- 1490
- 1491
- 1492
- 1493
- 1494
- 1495

L’année 1491 a été marquée, en philosophie, par les événements suivants :

## Naissances
- 13 décembre à Barásoain en Navarre : Martin d'Azpilcueta, mort à Rome le 1er juin 1586, surnommé « Doctor Navarrus » ou "Navarre", est un canoniste et théologien basque-espagnol[1],[2]. Il est le premier à développer la théorie quantitative de la monnaie et l'un des plus grands intellectuels de son temps ; il appartenait à l'École de Salamanque.